# Umbilicus rupestris
Umbilicus rupestris — вид квіткових рослин родини Товстолисті (Crassulaceae).

## Опис
Це м'ясиста їстівна гола багаторічна рослина, середньої висоти 25 см. Круглої форми 1,5–4 см в діаметрі листя має заглиблення в центрі. Суцвіття займають 60–90% довжини стебла: китиця або, рідше, волоть. Блідо-зелено-рожеві квіти у формі дзвоника з'являються в травні, а зрілі зелені плоди — влітку. Насіння 0,5–0,7 мм, темно-коричневе, яйцевиде.

## Поширення
Батьківщина: Північна Африка: Алжир; Лівія; Марокко; Туніс. Західна Азія: Кіпр; Єгипет – Синай; Ліван; Туреччина. Європа: Ірландія; Об'єднане Королівство; Албанія; Боснія і Герцеговина; Болгарія; Хорватія; Греція; Італія; Македонія; Словенія; Франція; Португалія [вкл. Мадейра]; Гібралтар; Іспанія. Також культивується. Росте часто в стінах, тріщинах у гірських породах, корі дерев і на дахах.

## Використання
Зелене листя їстівне в сирому вигляді.

## Галерея

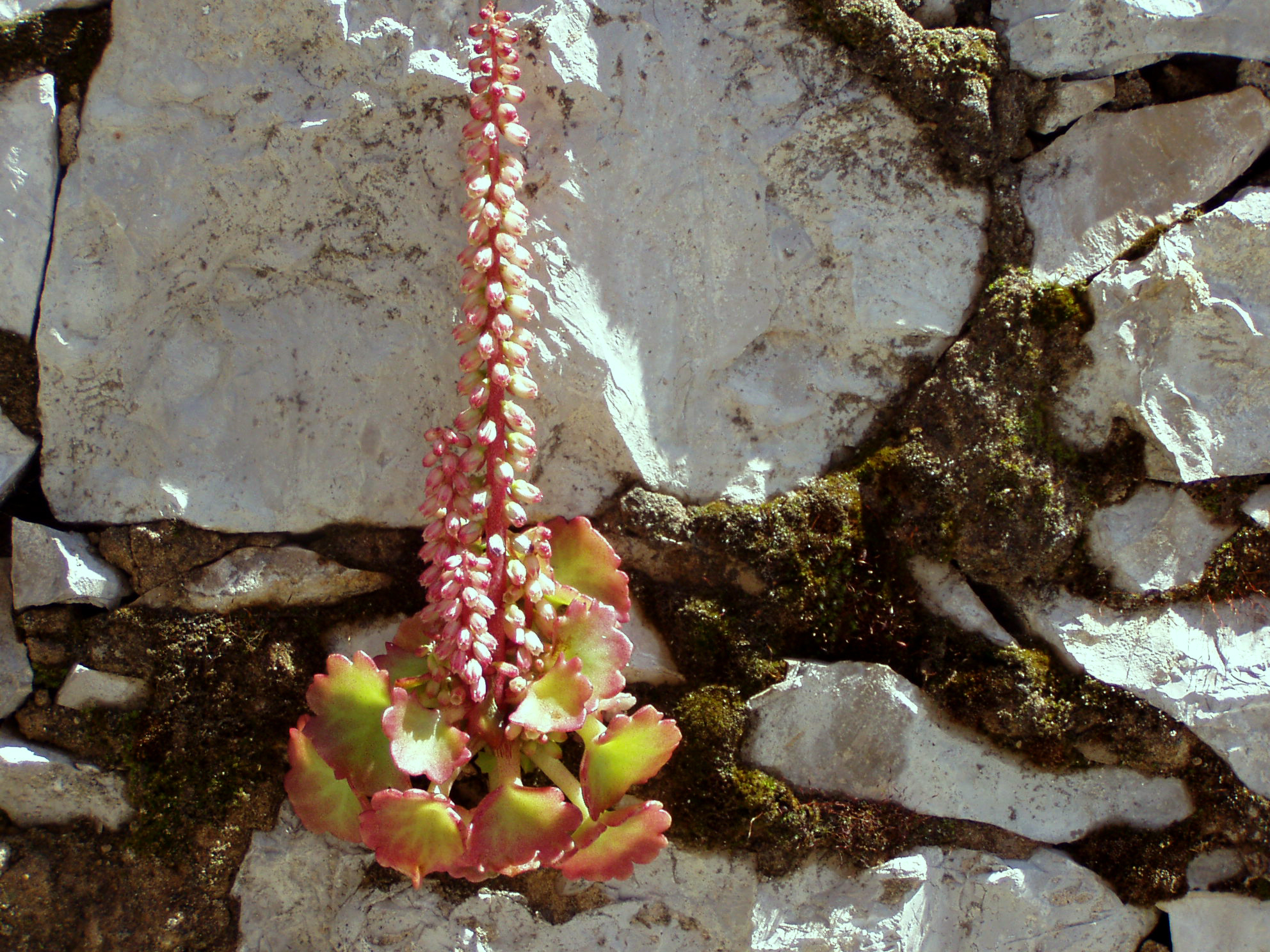
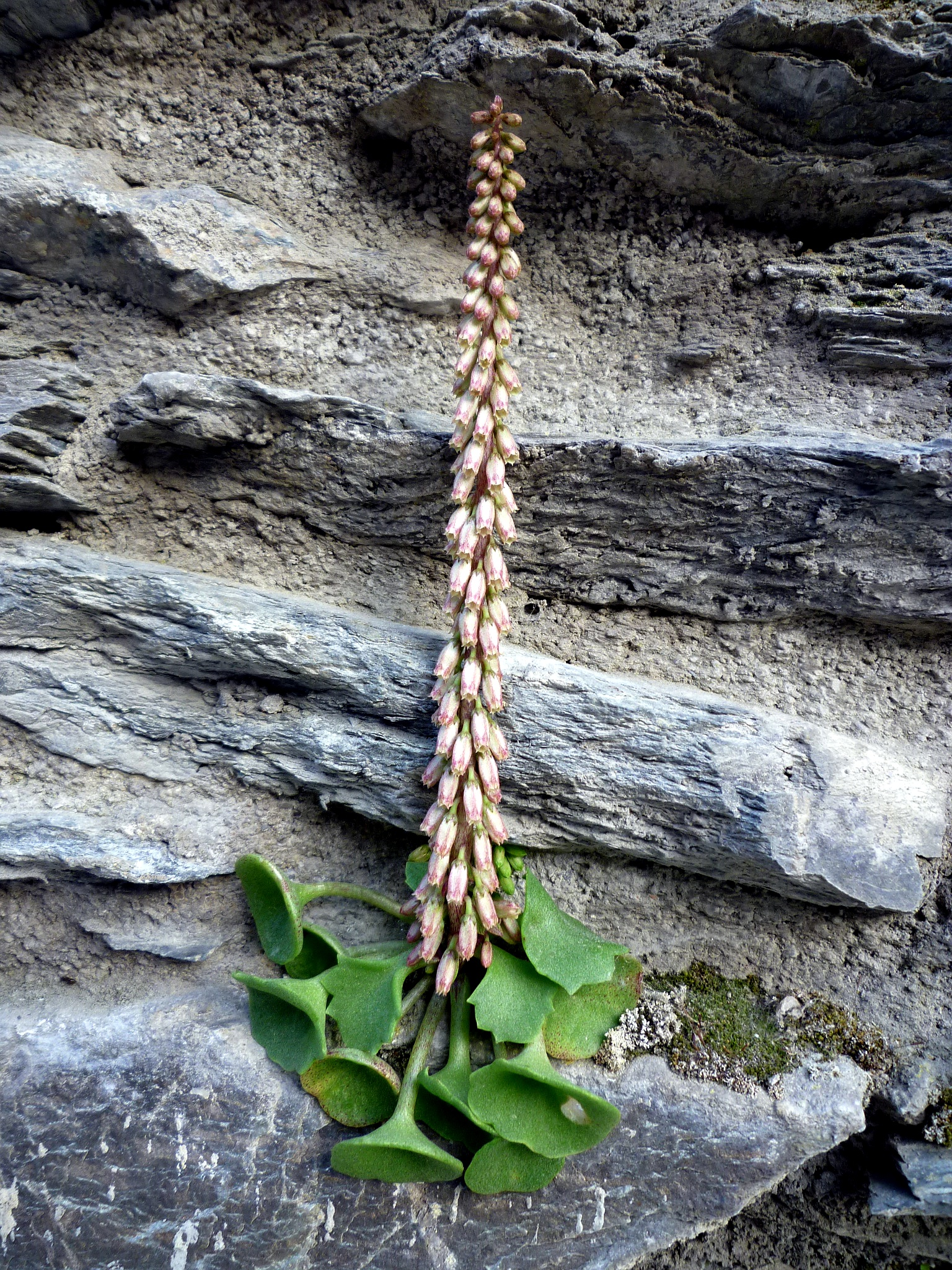
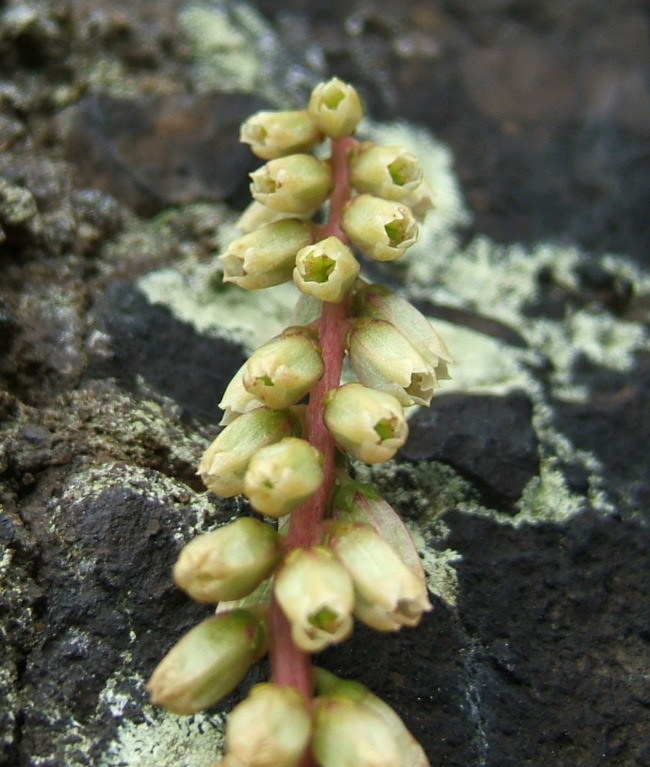

| Гібіскус | Це незавершена стаття про квіткові рослини. Ви можете допомогти проєкту, виправивши або дописавши її. |